# Willem van Loon
Willem van Loon (Hollandia, Gelderland, Arnhem, 1891. augusztus 15. – Hollandia, Gelderland, Arnhem, 1975. november 29.) az 1920. évi nyári olimpiai játékokon kötélhúzásban ezüstérmet nyert holland kötélhúzó. Testvére, Antonius van Loon is a csapat tagja volt.